# Ramses Bringer of War
Ramses Bringer of War – album amerykańskiej grupy muzycznej Nile. Wydawnictwo ukazało się w 1996 roku jako demo nakładem Anubis Records oraz w 1997 jako minialbum nakłdem wytwórni muzycznej Visceral Productions w nakładzie limitowanym do 2000 egzemplarzy. Nagrania zostały zarejestrowane w Sanctuary Studios.
Utwór "Ramses Bringer of War" został oparty na dziele angielskiego kompozytora Gustava Holsta – "Mars, The Bringer of War".

## Lista utworów
Opracowano na podstawi materiału źródłowego.
1. "The Howling of the Jinn" – 02:21
2. "Ramses Bringer of War" – 04:55
3. "Die Rache Krieg Lied der Assyriche" – 02:44

## Twórcy
Opracowano na podstawi materiału źródłowego.
- Karl Sanders – śpiew, gitara rytmiczna, gitara prowadząca, instrumenty klawiszowe, produkcja muzyczna
- John Ehlers – gitara rytmiczna, gitara prowadząca, produkcja muzyczna
- Chief Spires – gitara basowa, śpiew, produkcja muzyczna
- Pete Hammoura – perkusja, śpiew, produkcja muzyczna
- Tapeworm – oprawa graficzna
- Jimmy Ennis – inżynieria dźwięku
- Earl Sanders – oprawa graficzna, produkcja muzyczna